# Parijse metrolijn 7bis
Metrolijn 7bis is een metrolijn in Parijs. De lijn is na lijn 3bis de kortste in Parijs en kent maar 8 stations. De lijn werd geopend op 18 januari 1911 als zijtak van lijn 7 vanaf Louis Blanc. Sinds 1967 wordt deze zijtak als losse lijn geëxploiteerd.
Aan het oostelijke uiteinde maakt de lijn een lus linksom. Place des Fêtes wordt hierdoor alleen bediend richting eindpunt Pré Saint-Gervais en Danube alleen richting eindpunt Louis Blanc. Bij Place des Fêtes kan worden overgestapt op lijn 11; bij Jaurès op lijn 2 en lijn 5.

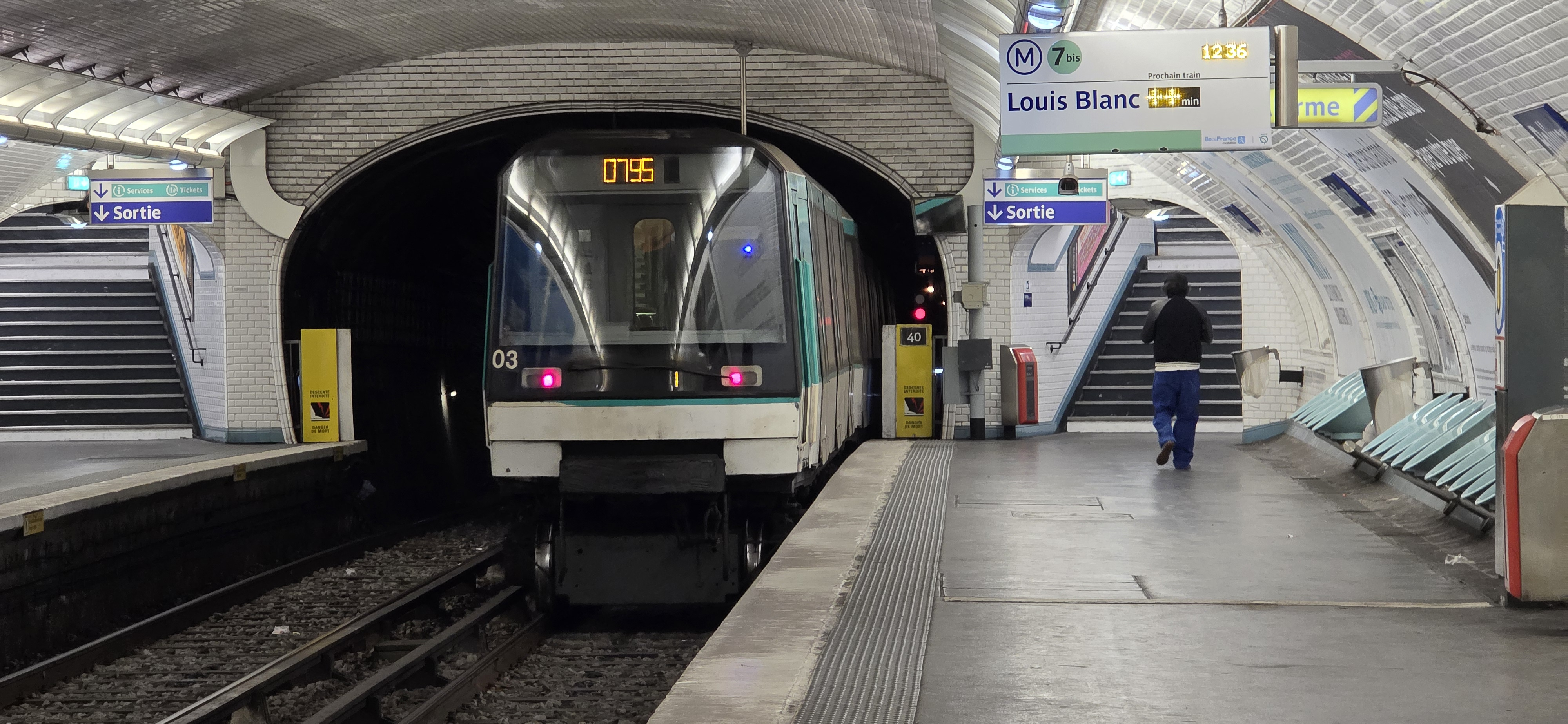
Een treinstel van het type 'MF88' verlaat hier station Bolivar, op M7bis.

In de planning van het SDRIF is het samenvoegen van de metrolijnen 3bis en 7bis tot één nieuwe metrolijn voorzien voor de periode na 2030.
Louis Blanc · 
Jaurès · 
Bolivar · 
Buttes Chaumont · 
Botzaris · 
Danube · 
Place des Fêtes · 
Pré Saint-Gervais